# Dactyloscopidae
Dactyloscopidae, porodica riba iz reda Perciformes ili grgečki rasprostranjenih u toplim i tropskim morima Atlantika i Pacifika uz obale Amerike, ukopane u pijesak, iz kojih iz kojeg vire samo oči na na vrhu glave. Ove ribe imaju uglavnom manje od deset centimetara dužine, a najveća je među njima Dactylagnus mundus, 15 cm.
Porodica se sastoji od 9 rodova: Dactylagnus, Dactyloscopus, Gillellus, Heteristius, Leurochilus, Myxodagnus, Platygillellus, Sindoscopus, Storrsia.